# تشارلي بربور
تشارلي بربور (بالإنجليزية: Charlie Barbour)‏ هو مصارع هاوي أمريكي، ولد في 13 نوفمبر 1904 في مارتينسفيل في الولايات المتحدة، وتوفي في 27 ديسمبر 1964.